# Martin Reimann (Abt)

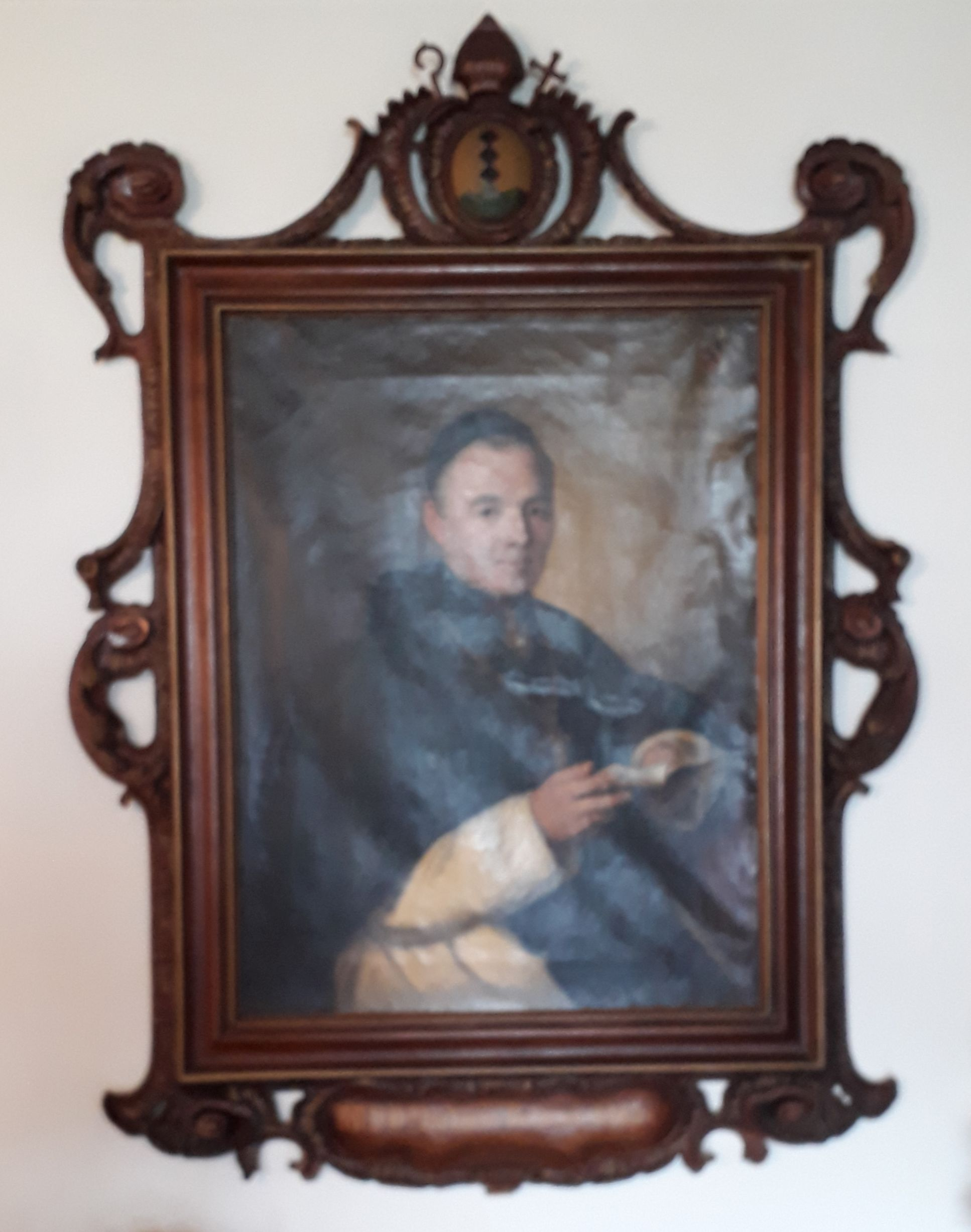
Abt Martin Reimann

Martin Reimann SOCist (* 11. April 1798 in Oberrohrdorf; † 30. Juni 1878 in Bregenz) war Zisterzienser und Abt der Gefreiten Abtei Wettingen-Mehrerau von 1864 bis 1878.

## Leben
Reimann trat 1816 in die exemte schweizerische Abtei Wettingen ein und wurde 1821 Priester. Von 1828 bis 1841 verwaltete er als Cellerar den Klosterbesitz. Nach der gewaltsamen Aufhebung des Klosters durch den Kanton Aargau 1841 im sog. Aargauer Klosterstreit musste er den Kanton verlassen und suchte, seit 1844 Prior, jahrelang mit Abt Leopold Höchle nach einer neuen Niederlassungsmöglichkeit. Nachdem die Mönche 1854 die 1806 säkularisierte Benediktinerabtei Mehrerau am Bodensee übernommen hatten, wirkte er dort beim Aufbau mit und leitete bis 1864 die neugegründete Lateinschule, das heutige Collegium Bernardi, für deren Ausbau er auch als Abt (seit 1864) sorgte. 1868 gehörte er zu den Gründungsmitgliedern des Vereins für Geschichte des Bodensees und seiner Umgebung. Er starb 1878 nach mehreren Schlaganfällen.